# Drops of Jupiter
| Recensione       | Giudizio   |
| ---------------- | ---------- |
| AllMusic         |            |
| Robert Christgau | C−         |
| Rolling Stone    | Favorevole |

Drops of Jupiter è il secondo album del gruppo rock statunitense Train, pubblicato nel 2001 dalla Columbia Records. Nell'album è incluso il celebre brano Drops of Jupiter (Tell Me), il loro primo singolo, che ha vinto il Grammy Award per la Migliore Canzone Rock.
L'album contiene elementi di rock, country e indie. Oltre a "Drops of Jupiter" sono stati pubblicati altri due singoli estratti dallo stesso album: "She's on Fire" e "Something More"; entrambi hanno avuto abbastanza successo nella classifica Adult Top 40.
Dal suo debutto alla sesta posizione negli Stati Uniti, è stato certificato due volte disco di platino dalla RIAA negli Stati Uniti e due volte disco di platino dalla CRIA in Canada. Questo è l'album della band che ha venduto di più sino a oggi.

## Tracce
Tutte le canzoni sono state scritte e composte da Charlie Colin, Jimmy Stafford, Pat Monahan, Rob Hotchkiss e Scott Underwood
1. She's on Fire – 3:49
2. I Wish You Would – 4:25
3. Drops of Jupiter (Tell Me) – 4:20
4. It's About You – 4:27
5. Hopeless – 4:31
6. Respect – 3:25
7. Let It Roll – 5:00
8. Something More – 4:33
9. Whipping Boy – 4:26
10. Getaway – 4:26
11. Mississippi – 5:05

### Bonus Track
1. Sweet Rain
2. It's Love
3. Sharks
4. This Is Not Your Life

## Classifiche

### Album
| Anno | Album            | Classifica          | Posizione |
| ---- | ---------------- | ------------------- | --------- |
| 2001 | Drops of Jupiter | The Billboard 200   | 6         |
| 2001 | Drops of Jupiter | Top Canadian Albums | 14        |
| 2001 | Drops of Jupiter | Top Internet Albums | 1         |

### Singoli
| Anno | Singolo            | Classifica                   | Posizione |
| ---- | ------------------ | ---------------------------- | --------- |
| 2001 | "Drops of Jupiter" | U.S. Adult Contemporary      | 8         |
| 2001 | "Drops of Jupiter" | U.S. Adult Pop Songs         | 1         |
| 2001 | "Drops of Jupiter" | Latin Tropical/Salsa Airplay | 40        |
| 2001 | "Drops of Jupiter" | Mainstream Rock Songs        | 19        |
| 2001 | "Drops of Jupiter" | Alternative Songs            | 11        |
| 2001 | "Drops of Jupiter" | Billboard Hot 100            | 5         |
| 2001 | "Drops of Jupiter" | Pop Songs                    | 4         |
| 2002 | "She's on Fire"    | Adult Top 40                 | 21        |
| 2002 | "She's on Fire"    | Mainstream Rock              | 40        |
| 2006 | "Drops of Jupiter" | Hot Digital Songs            | 41        |
| 2009 | "Drops of Jupiter" | Hot Canadian Digital Singles | 71        |

## Premi
| Premio                                                                  | Nominato (brano)   | Vinto |
| ----------------------------------------------------------------------- | ------------------ | ----- |
| Grammy Award alla miglior canzone rock                                  | "Drops of Jupiter" | SI    |
| Grammy Award for Best Instrumental Arrangement Accompanying Vocalist(s) | "Drops of Jupiter" | SI    |

## Certificazioni
| Organizzazione | Livello     | Data            |
| -------------- | ----------- | --------------- |
| RIAA – USA     | Platino (2) | 23 ottobre 2001 |
| CRIA - Canada  | Platino (2) | novembre 2001   |